# Атака насичення

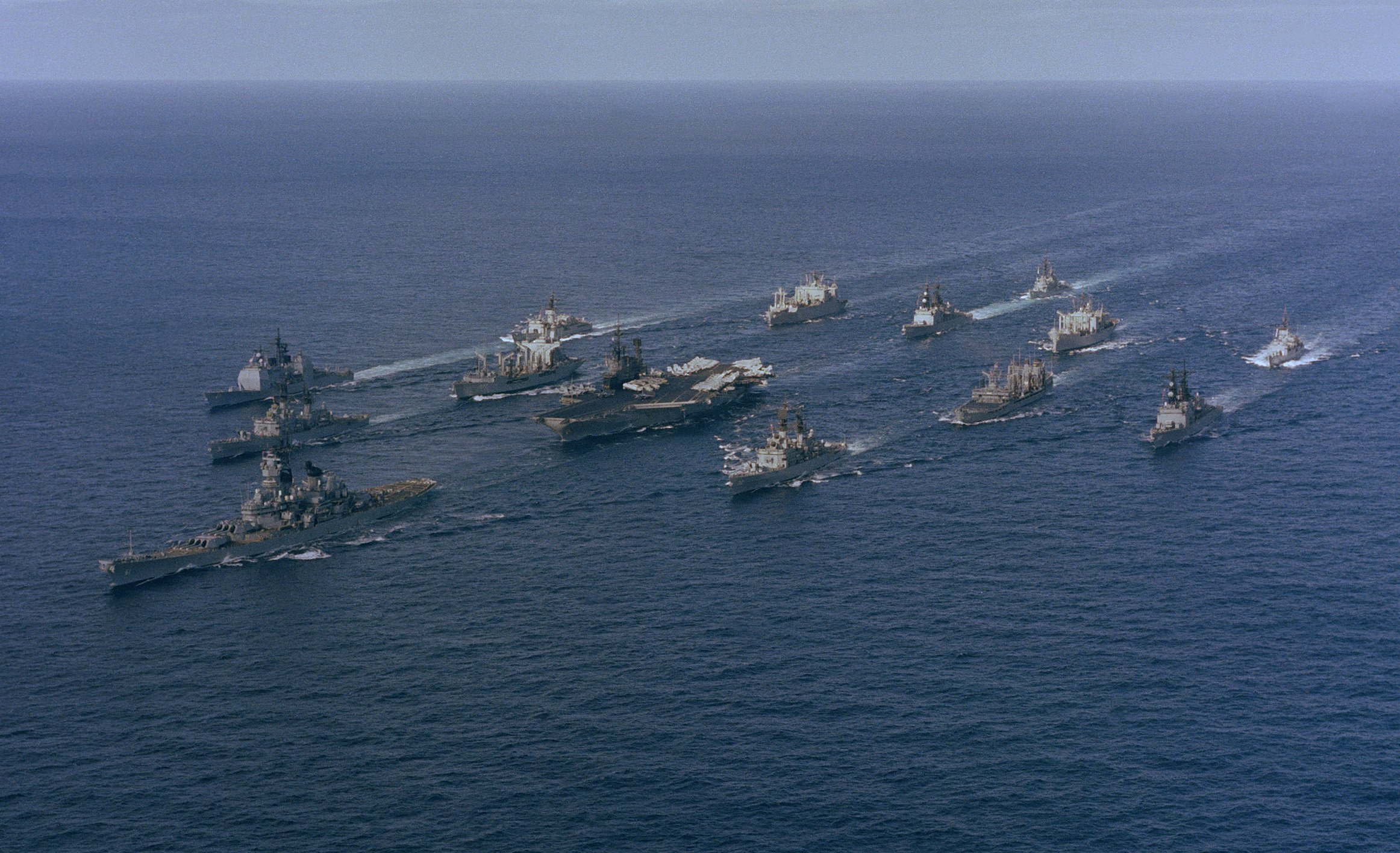
Авіаносна бойова група «Альфа» (Мідвей, Айова), 1987 рік

Атака насичення — військова тактика, в якій атакувальна сторона сподівається отримати перевагу, шляхом придушення технологічних, фізичних та розумових/психічних можливостей протилежної сторони дієво відповідати, за допомогою одночасного різкого збільшення засобів нападу на певному напрямку. 
Впродовж холодної війни та після неї, звичайні ракетні удари з насиченням проти морських і наземних цілей, були і є дуже загрозливими.

## Теоретичні розрахунки
Взявши будову протикорабельної ракети як зразковий приклад, можна почати з мети створення ракети, яка долатиме захист і знищуватиме свою ціль у 100% випадків. Однак також зрозуміло, що супротивник розробить контрзаходи, якщо йому буде достатньо часу, а це означає, що згодом ракета більше не буде на 100% влучною. Через це, враховуючи що навіть найкраще розроблена ракета, завжди буде менш ніж на 100% дійовою, зручніше та дешевше замість цього розробити ракету, яка вражатиме ціль, наприклад з 70% або навіть 50 відсотковою ймовірністю. Запущена окремо, ракета з 50% удачею прорватися до наміченої цілі, здатна досягти її лише у 50% випадків, але у разі залпу двома такими ракетами, можливість прорватися хоча б одній ракеті становитиме 75%, а коли напад буде здійснено трьома ракетами — 87,5% тощо, отже ймовірність того, що принаймні одна ракета прорветься до цілі, збільшується з кожною додатковою ракетою. Якщо всяка ракета може мати бойову частину, здатну знищити ціль, то жодна окрема ракета не може бути проігнорована бойовим кораблем-мішенню та контрзаходами у відповідь. Отож, для захисту доведеться витрачати багато боєприпасів зенітних та артилерійських систем. Аби ще більше перевантажити спроможність противника захищатися, нападник може спробувати запустити кілька ракет з декількох напрямків, використовуючи різні способи наведення.
Основними прихильниками концепції ракетного удару з насиченням, був колишній Радянський Союз та його держави/клієнти: Індія, Ірак, Ємен, Єгипет, Індонезія, Сирія, Алжир, Лівія, Ефіопія, тощо. Наприклад, ракетні катери класу «Комар» проєктувалися та діяли з урахуванням того, що для знищення одного есмінця НАТО знадобиться 12 ракет P-15 «Терміт» (з масою вибухової речовини бойової частини 375 кг, і висотою польоту 25-50 метрів). Тоді як британські есмінці були оснащені лише чотирма протикорабельними ракетами, радянські кораблі виходили в море, маючи до 20 протикорабельних ракет, і навіть їхні есмінці несли 8 великих ракет. Оскільки союзники по НАТО йшли шляхом застосування окремих менших і легших ракет, їхні військові кораблі мали вигляд недостатньо озброєних, порівняно з радянськими кораблями із їхніми кількома ракетами у великих вмістищах/пускових трубах.

## Потік бомбардувальників
Потік бомбардувальників був тактикою, розробленою RAF (повітряними силами Великої Британії) для подолання німецької протиповітряної оборони під час Другої світової війни. Тактика ґрунтувалася на тому, що крізь оборонний сектор пропускалося більше число бомбардувальників, ніж кількість, яку німці могли знешкодити. Хоча було заздалегідь зрозуміло, що бомбардувальники будуть втрачені, винищувачі Люфтваффе які здійснювали оборону, не могли знищити кожен бомбардувальник і завадити їм досягти своєї мети.
Під час холодної війни британська й американська протиповітряна оборона мала завдання зупинити кількісні потоки радянських бомбардувальників і це призвело до того, що США розгорнули ядерні ракети Nike (перший у світі зенітно-ракетний комплекс з використанням ядерних бойових частин для збільшення радіусу враження), а згодом британці переобладнали власні навчальні літаки як перехоплювачі, щоби мати достатньо винищувачів.

## Протидія
Під час холодної війни основною мішенню атак радянської військово-морської авіації були авіаносці ВМС США. У відповідь Сполучені Штати ухвалили доктрину спроможності знищувати радянські ракетні літаки до того, як вони могли застосувати ракетну зброю, що призвело до створення ракети Douglas F6D Missileer, та дало початок Northrop Grumman E-2 Hawkeye та Grumman F-14 Tomcat/оснащенню ракетами AIM-54 Phoenix.
У морській війні впровадження технологій малопомітності (Стелс) у надводних бойових кораблях, повсюдне застосування систем вертикального запуску, сучасних радіолокаційних систем, які можуть одночасно виявляти, відстежувати та вражати декілька цілей, а також вести вогонь ракетами «вистрілив-забув», знизило корисність атак насичення недосконалими протикорабельними ракетами.